# Val Ferret (Svizzera)

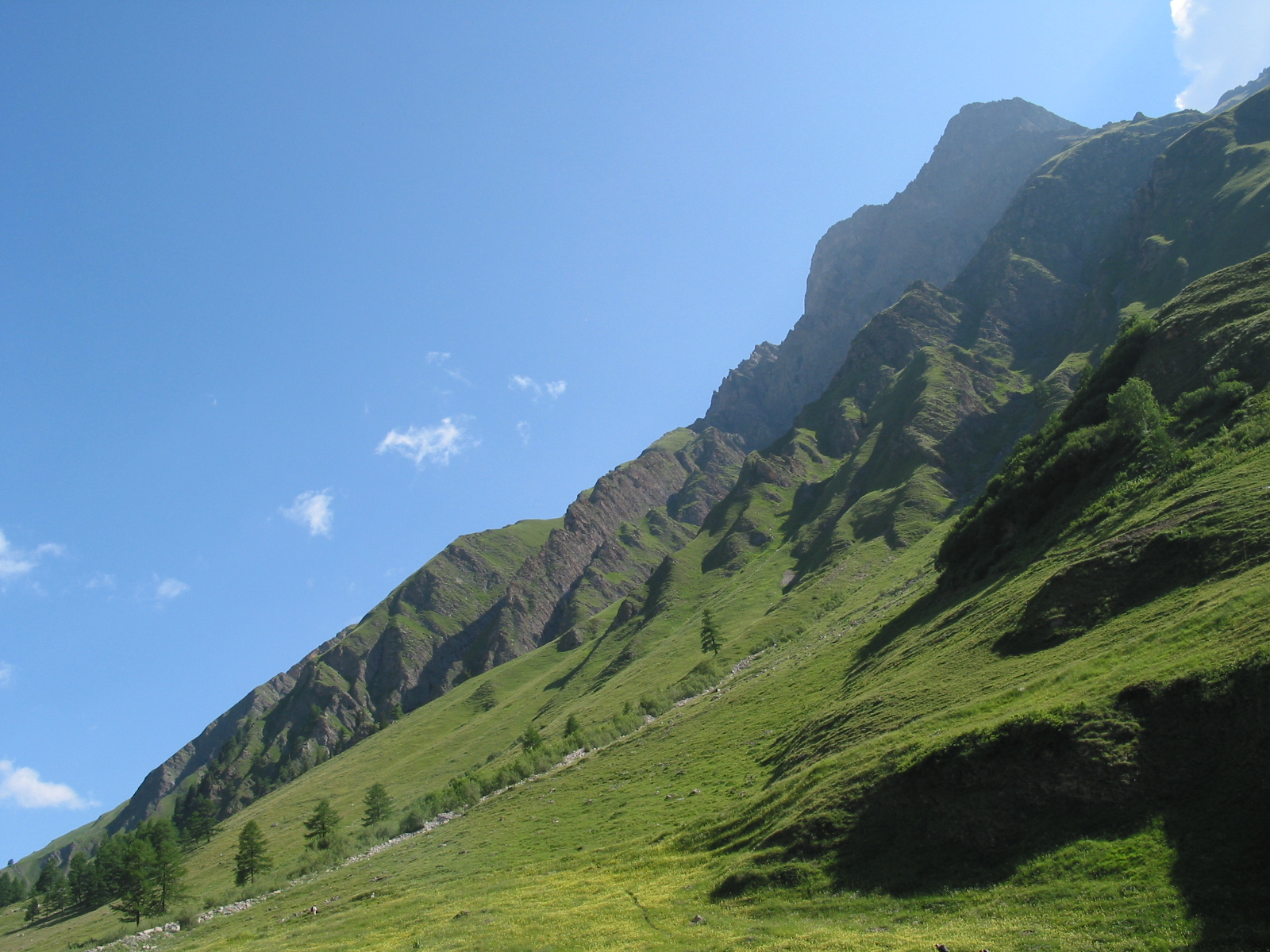
Val Ferret

La Val Ferret  è una vallata alpina situata nel Canton Vallese, a nord del Col Ferret. Si colloca ai piedi delle Alpi del Monte Bianco, nel Distretto di Entremont ed è una valle derivata dalla val d'Entremont.

## Descrizione
È una valle bandita federale (area protetta) per la protezione delle specie minacciate ed è quindi vietata la caccia. La Val Ferret è molto apprezzata per le camminate per il Giro del Monte Bianco.  Numerose escursioni sono possibili partendo dai villaggi di La Fouly e di Ferret e arrivando ai Lacs de Fenêtre, alla cabane de l'A Neuve (2735 m.), al piccolo e al grande Col Ferret, alla Tête de Ferret, alla Fenêtre de Ferret, alla cabane de Saleina (2691 m.) raggiungibile da Praz-de-Fort e l'altopiano di Saleinaz.
Comprende numerosi villaggi: Orsières, Som-la-Proz, Issert, Les Arlaches, Praz-de-Fort, Branche, Prayon, La Seiloz, L'Amonaz, La Fouly, Le Clou et Ferret. Tutti assieme formano il comune di Orsières.

### Vette
Percorrendo la valle, da sud verso nord si hanno alcune importanti vette, alcune fanno parte delle Alpi del Monte Bianco, altre invece fanno parte della Catena Grande Rochère-Grand Golliaz:
- Tête de Ferret - 2714 m
- Fenêtre de Ferret - 2698 m
- Mont Dolent - 3819 m
- Aiguille d'Argentière - 3902 m
- Tour Noir - 3.836 m
- Aiguille du Chardonnet - 3824 m
- le Portalet - 3344 m
- le Châtelet - 2537 m
- Grand Golliat - 3237 m
- Monts Telliers - 2951 m